# Radics Viktória
Radics Viktória (Zombor, Jugoszlávia, Vajdaság, 1960. január 13. –) magyar költő, esszéíró, kritikus, műfordító. 1996 óta magyar állampolgár.
Kritikusként elsősorban a kortárs magyar irodalommal foglalkozik, fordítóként többnyire délszláv irodalmi műveket ültet át magyarra.

## Életpályája
Szülővárosában, Zomborban végezte el a gimnáziumot, majd az Újvidéki Egyetem magyar tanszékének hallgatójaként folytatta tanulmányait és szerzett diplomát. Az Új Symposion című újvidéki magyar irodalmi és művészeti folyóirat állandó munkatársa volt. 1983-ban az erősen társadalomkritikus lap szerkesztőségét leváltották és szerzőit megfosztották a publikálási lehetőségtől. 1984-ben Radics Viktória átjött Magyarországra. Itteni tartózkodását egy szívességből megkötött névházassággal legalizálta, melyet később természetesen felbontott. Budapesten kezdetben takarításból, lektori jelentések írásából élt. 1987-ben házasságot kötött az irodalommal, szociológiával foglalkozó Fogarassy Miklóssal és bekerült az irodalmi életbe. A következő évben lányuk született, Fanny. „Abban az időben rendkívül fontos volt számunkra az aktív szellemi kapcsolat, a vitákkal tűzdelt, lobogó, politikus, irodalmi eszmecsere” – írta visszaemlékezésében. Később házasságuk megromlott, férje 2013-ban meghalt. Magánéletének alakulásába bepillantást enged Radics Viktória Végjegyzet a lábjegyzethez című, Kertész Imre hozzá írott leveleinek publikálásához csatolt rezignált hangú írása.

## Irodalmi munkássága
Főmunkatársa volt az egykori Átváltozások című világirodalmi folyóiratnak (1993-tól) és a veszprémi  Ex symposion folyóiratnak. Szabadfoglalkozású író, Magyarországon munkahelye nem volt. „Femme de lettres a becsületes szakmám.”
Szépíróként a rövidprózai műfajokban van otthon, tárcát, esszét, novellát ír. Ezek a munkái túlnyomó részt folyóiratokban olvashatók, több évtizedre visszamenőleg. 1979 óta a lapokban rendszeresen jelennek meg kritikái is. Kritikusként főként a kortárs magyar irodalommal és a délszláv irodalmak alkotóival, műveivel foglalkozik. Egy méltatója szerint „végtelenül érzékenyen és mélyen figyel megjelenésekre, kulturális jelenségekre, teljesítményekre, (…) tud és akar autonóm módon írni, publikálni.” Egy másik jellemzés szerint voltak már „bálványdöntögető írásai” is. Ritkábban színikritikákat is közöl, többek között a Revizor internetes kritikai portálon. Számos jelentős tanulmánya látott napvilágot folyóiratokban, például a Helikonban (a dokumentáris eljárásról a kortárs irodalomban), illetve könyvekben (pl. záró tanulmány Nádas Péter Párhuzamos olvasókönyvében, Jelenkor, 2012).
Fordítóként szépirodalmat, ritkábban szakirodalmat fordít, elsősorban szintén délszláv szerzőktől. A 2000-es és 2010-es években átlagosan évente látott napvilágot könyve fordítóként, és közben antológiákban, folyóiratokban is nagy számban jelentek meg műfordításai. Monográfiát írt Danilo Kiš szabadkai születésű íróról, melyet két nyelven adott közre Budapesten (2002), illetve Belgrádban (2005).

### Válogatás írásaiból
- az Élet és Irodalomban,[8]
- az Ex Symposionban,[9]
- a Jelenkorban,[10]
- a Tiszatájban (vagy tiszatajonline.hu-n),[11]
- a Litera irodalmi portál 2flekken rovatában.[12]

A Vajdasághoz és ottani írótársaihoz való hűségéről, ragaszkodásáról tanúskodik egyebek mellett esszéje a Ki vagy te, vajdasági magyar? című antológiában (Losoncz Márk szerk., Újvidék, 2017), valamint a Fenyvesi Ottó vajdasági írót méltató bensőséges írása. 
A „fecskefészek” mi vagyunk, élő és halott vajdaságiak egy rakáson. (...) Mi, „délvidékiek”, magunkban hordozzuk a balkániságot, egyfajta brutalitást, nyerseséget, szabadságot – (…) és én ki is mondanám, nem panaszként, hanem mint egy „átlátszó és érthetetlen tényt”, hogy nem nagyon találtunk megértésre Magyarországon, és a „nemzetegyesítés” felemásra sikeredett.
Radics Viktória publikációinak jegyzéke a Magyar Tudományos Művek Tárában 2020. július 1-jén több mint 400 tételből állt.

## Könyvei

### Szerzőként
A Danilo Kišről írt monográfia életrajz és pályakép, mely kritikusi véleményeket, kortársi visszaemlékezéseket, interjúrészleteket is tartalmaz.
- Danilo Kiš: Pályarajz és breviárium Budapest, Kijárat Kiadó (2002)
- Danilo Kiš, život, delo i brevijar Beograd: LIR BG (2005)

A magyar nyelvű kötetről írt ismertetések
- Fekete J. József: Dulce et utile Forrás 35. évf. 2003/6. szám.[15]
- Szerbhorváth György: Élet, irodalom – Az eltűnt apa nyomában Jelenkor 46. évf. 2003/2. szám.[16]
- Orcsik Roland: Az olvasás kalandja – egy kiš interpretáció Műhely, 2005.

### Fordítóként
Szépirodalom
- Mirko Kovač: Bevezetés a másik életbe (1989) – Szerb regény
- Borislav Pekić: Veszettség (ford. Radics Viktória, Bojtár B. Endre, 1995) – Szerb regény
- Egon Friedell: Kőfejtő (1998) – Német regény
- Dubravka Ugrešić: A feltétel nélküli kapituláció múzeuma (2000) Horvát memoár
- Mirko Kovač: Malvina Trifković életrajza (2002) – Szerb regény
- Nenad Veličković: Szarajevói capriccio (2002) – Szerb regény
- Vladimir Arsenijević: A hajófenéken (2003)
- Robert Perišić: Köpd le, aki rólunk kérdez (2004) – Horvát elbeszélés
- Nora Roberts: Nyáréjszakák (2005) Német regény
- Mihajlo Pantić: Ha ez szerelem: Válogatott novellák (2009) – Szerb elbeszélések
- Irena Vrkljan: Selyem, olló (2009) – Szerb regény
- Jasmin Imamović: Jegyezd le, kérlek (2010) – Horvát regény
- Daša Drndić: Leica formátum (2010) – Horvát regény
- Eva Ras: Vad bárányok avagy Apám szeretete és saját kettősségem nyomában (2010) – Szerb regény
- Daša Drndić: Sonnenschein:  dokumentumregény (2010) – Horvát regény
- Šelja Šehabović: Nőnem többes szám (2012) – Bosnyák elbeszélés
- Dubravka Ugrešić: Banyatanya (2012) – Horvát regény
- Daša Drndić: Április Berlinben (2014) – Horvát dokumentumregény
- Ivana Sajko: Családom története dióhéjban:  1941-től 1991-ig, és tovább (2016) – Horvát regény
- Faruk Šehić: Az Una hullámai (2016) – Bosnyák regény
- Ivana Bodrožić: Hotel Zagorje (2019) – Horvát regény
- Luka Bekavac: Titkosírás (2019) – Horvát regény
- Ivo Andrić: Jelek az út mentén (2019) - Szerb prózagyűjtemény

Egyéb
- Milovan Đilas: Találkozások Sztálinnal (1989) Életrajz, Kommunista párt
- Ivan Lovrenović: A régi Bosznia (1995) Magyarország története
- Radomir Konstantinovič: A vidék filozófiája (2001) Filozófia
- Jovica Aćin: Sade apokalipszise : Vázlatok az isteni márkiról (1999) [Sade, Donatien Alphonse François de (1740-1814)] Irodalomtörténet

## Díjak
- Zoltán Attila-díj, 1990
- A Holmi című folyóirat díja, 1992
- Móricz Zsigmond-ösztöndíj, 1992
- Bazsalikom-díj (műfordítói díj), 1995
- A Holmi novellapályázatának díja, 1997
- Déry Tibor-díj, 2006
- József Attila-díj, 2009
- Bazsalikom-díj, 2017

Műfordítói, kultúraközvetítői és irodalmi tevékenységéért először 1995-ben kapott Bazsalikom-díjat. A 2017. évi második Bazsalikom-díjjal 21. századi tevékenységét részesítették elismerésben.